# Anthony Robinson
Anthony Robinson (Londres, ca. 1700-Jamaica, 1768) fue un cirujano, botánico británico. Fue aprendiz de su padre, también boticario y cirujano.
Ejerció la medicina en Jamaica, a mediados de 1700, y fue uno de los primeros naturalistas en estudiar la flora y fauna nativa. Desde la Royal Society recibía un salario de & 200 al año; así acumuló una gran masa de información valiosa en cinco volúmenes en folio, consistentes en descripciones e ilustraciones, habiendo sido pagadas por la local Sociedad de las Artes para recoger "curiosidades". En 1914, su manuscrito fue trasladado desde el Instituto de Jamaica al Museo Británico de Historia Natural, en Londres. Más de una docena de veces, hay referencias a las cualidades medicinales de las plantas jamaicanas.
Un año antes de su muerte, Robinson fue recompensado por la Asamblea de Jamaica por sus experimentos en la fabricación de jabón a partir de jugo de agave y por producir harina de sagú de una especie local.

## Obra
- General Index and Description of Plants. Vol. 1 of Description of Jamaica. Fauna and Flora. Inédito. Botany Library, Natural History Museum,

Londres, cedido por el Instituto de Jamaica

## Honores
- Miembro de la Royal Society

## Eponimia
Género
- (Clusiaceae) Robinsonia Scop.[3]